# Maxime Cressy
Maxime Cressy (Parigi, 8 maggio 1997) è un tennista francese naturalizzato statunitense.
Attivo in prevalenza nei circuiti minori fino al 2021, ha vinto nel circuito ATP un titolo in singolare a Newport 2022 e uno in doppio a Dubai 2023. Vanta inoltre alcuni titoli nei tornei dei circuiti minori. I suoi migliori ranking ATP sono stati il 31º in singolare nell'agosto 2022 e il 64º in doppio nel maggio 2023.

## Carriera

### Da juniores e nei tornei di College statunitensi
Tra il 2009 e il 2013 frequenta la CREPS PACA – Saint Raphaël-Boulouris, importante accademia della Federazione tennistica francese a Saint-Raphaël. Nel 2012 gioca i suoi unici tornei nell'ITF Junior Circuit senza conseguire risultati di rilievo. Lascia la Francia e in previsione di giocare i tornei dei College statunitensi entra nella Weil Academy di Ojai, i buoni risultati conseguiti nel periodo successivo gli valgono l'ammissione nel 2015 all'Università della California a Los Angeles (UCLA), nella cui squadra gioca fino al 2019 nei campionati di College statunitensi. Si mette in luce soprattutto nel suo ultimo anno, quando vince il torneo NCAA di doppio e viene nominato tra gli All-American dell'Intercollegiate Tennis Association sia in singolare che in doppio.

### 2016-2018, inizi tra i professionisti e primi titoli ITF
Fa la sua prima apparizione tra i professionisti nel luglio 2016 al torneo ITF Futures France F14. Quell'anno gioca alcuni altri tornei estivi della stessa categoria e disputa tre semifinali in doppio. Torna a giocare nell'estate del 2017 e in agosto alza il suo primo trofeo da professionista vincendo il torneo di doppio al Futures Belarus F2 in coppia con Ugo Humbert. Segue un'altra lunga pausa, riprende nel giugno 2018 cominciando a giocare nei tornei Futures con maggiore frequenza e nell'arco della stagione vince otto tornei di doppio negli Stati Uniti. A dicembre vince il primo titolo in singolare in carriera al Futures USA F35 di Tallahassee.

### 2019, primi titoli Challenger e top 200
Nel gennaio 2019 vince il primo titolo Challenger nel torneo di doppio a Columbus e il mese dopo si aggiudica il primo in singolare a Cleveland, battendo in finale Mikael Torpegaard. A fine primavera chiude l'esperienza con i College e si dedica esclusivamente al professionismo. Abbandona il circuito ITF dopo aver vinto i tornei di singolare e di doppio all'M25 Tulsa in giugno. Torna ad allenarsi in Francia, nei pressi di Parigi, e a ottobre perde le finali all'Ismaning Challenger in singolare – contro Lukáš Lacko – e in doppio in coppia con James Cerretani. La settimana successiva, ancora con Cerretani, si impone nella finale di doppio all'Hamburg Challenger. Con questi risultati entra per la prima volta nella top 200 del ranking ATP in entrambe le specialità.

### 2020, secondo titolo Challenger in singolare e debutto nel Grande Slam
Nel febbraio 2020 raggiunge due finali Challenger, vince il titolo a Drummondville e perde quella di Calgary la settimana successiva. Grazie a questi risultati raggiunge il suo best ranking alla 164ª posizione. A settembre, dopo la lunga sospensione dei tornei a causa della pandemia di COVID-19, entra per la prima volta nel main draw di un torneo del Grande Slam agli US Open grazie a una wild card. Al primo turno ottiene la prima vittoria nel circuito maggiore battendo in quattro set Jozef Kovalík e al secondo viene sconfitto in tre set dalla testa di serie nº 4 Stefanos Tsitsipas.

### 2021, terzo titolo Challenger e 112º nel ranking
Dopo aver superato le qualificazioni degli Australian Open, prende parte al torneo ATP Melbourne 1 e viene sconfitto al primo turno. Agli Australian Open vince contro Tarō Daniel il suo secondo incontro nel circuito maggiore e viene eliminato al secondo turno da Alexander Zverev. Raggiunge il secondo turno anche all'ATP 250 di Singapore e ha quindi inizio un periodo di risultati negativi, tra i quali l'eliminazione al primo turno nelle qualificazioni del Roland Garros. Al turno decisivo delle qualificazioni di Wimbledon si trova avanti di due set contro Mackenzie McDonald e perde 4-6 al quinto. Sale nel ranking disputando per la prima volta i quarti di finale in un torneo maggiore sull'erba di Newport, dopo aver sconfitto Paolo Lorenzi e il nº 68 ATP Sam Querrey, nella sua prima vittoria su un top 100 del ranking, prima di essere eliminato da Jordan Thompson in due set.
Supera le qualificazioni agli US Open, al primo turno del tabellone principale batte in cinque set il nº 12 del mondo Pablo Carreño Busta e viene eliminato al secondo da Nikoloz Basilašvili. Raggiunge il secondo turno anche all'Indian Wells Masters e continua a progredire in classifica con le finali perse in novembre nei Challenger di Eckental contro Daniel Masur e a Ortisei contro Oscar Otte. A dicembre vince a Forlì il suo terzo titolo Challenger in carriera superando in finale Matthias Bachinger e porta il best ranking alla 112ª posizione.

### 2022, primo titolo ATP, ottavi agli Australian Open e 31º nel ranking
Apre la stagione qualificandosi per l'ATP 250 di Melbourne battendo Sousa e Vavassori; nel tabellone principale elimina il qualificato australiano Hijikata, poi la testa di serie nº 2 Reilly Opelka – battuto 11-9 nel tie-break decisivo dopo due ore e quaranta minuti di gioco – e nei quarti ha la meglio su Munar; in semifinale batte per 7-5, 7–6(9) Grigor Dimitrov e accede alla sua prima finale ATP, nella quale viene sconfitto dall'ex numero uno del mondo Rafael Nadal per 7–6(6), 6-3. Grazie a questo risultato entra per la prima volta tra i primi cento del ranking ATP, alla 75ª posizione. La settimana successiva raggiunge i quarti di finale a Sidney battendo Mannarino e Lajović prima di cedere in due set contro Evans. Entrato nel tabellone principale degli Australian Open per diritto di classifica, al primo turno supera dopo cinque set e oltre quattro ore di gioco Isner e con il successo su Macháč approda per la prima volta in carriera a un terzo turno Slam. Ha quindi la meglio su O'Connell e agli ottavi viene eliminato al quarto set dal nº 2 del mondo Medvedev dopo un match equilibrato. A fine torneo sale alla 59ª posizione del ranking ATP. Nei successivi dodici tornei vince qualche incontro nelle qualificazioni e supera il primo turno dei tabelloni principali solo a Monaco di Baviera contro Daniel Evans. Altro successo di rilievo in questo periodo è quello sull'emergente Holger Rune nelle qualificazioni di Monte Carlo. Al Roland Garros raggiunge il terzo turno in doppio in coppia con Feliciano Lopez.
Torna a mettersi in luce in singolare a Eastbourne, torneo sull'erba in preparazione di Wimbledon; raggiunge la sua seconda finale ATP con i successi sul nº 18 del ranking Reilly Opelka, Daniel Evans, sul nº 12 Cameron Norrie nei quarti e su Jack Draper in semifinale; viene sconfitto da Taylor Fritz al tie-break del set decisivo e a fine torneo entra per la prima volta nella top 50, in 45ª posizione. Desta sensazione al primo turno a Wimbledon con la vittoria al quarto set sul nº 9 del mondo Félix Auger-Aliassime, primo top 10 sconfitto in carriera, e viene quindi eliminato da Jack Sock. Vince il primo titolo ATP al successivo torneo sull'erba di Newport, dopo il bye al primo turno elimina nell'ordine Krueger, Johnson, in semifinale ha la meglio al terzo set sul nº 22 ATP Isner e supera in finale Bublik al tie-break del set decisivo. Con questo successo porta il best ranking alla 33ª posizione e sale alla 31ª dopo il terzo turno raggiunto a Washington. Eliminato al secondo turno a Montréal e in quello di esordio a Cincinnati, raggiunge i quarti a Winston-Salem con i successi su Duckworth e Sonego e viene sconfitto da Adrian Mannarino. È costretto al ritiro durante il match di primo turno agli US Open, torna alle gare dopo 4 settimane a Tel Aviv e si spinge fino ai quarti di finale. A ottobre raggiunge la semifinale in doppio a Stoccolma.

### 2023, primo titolo ATP e top 70 in doppio, una finale ATP in singolare
Eliminato al secondo turno agli Australian Open, a febbraio raggiunge la finale di Montpellier eliminando tra gli altri Borna Ćorić e il nº 9 del mondo Holger Rune, e perde in due set contro Jannik Sinner. A Montpellier perde anche la prima finale ATP di doppio in carriera, gioca con Albano Olivetti e cedono al terzo set a Matwé Middelkoop / Robin Haase. Continua a raccogliere risultati positivi in doppio, vince il primo titolo ATP di specialità all'ATP 500 di Dubai assieme a Fabrice Martin superando in finale per 7-6, 6-4 Lloyd Glasspool / Harri Heliövaara. A fine torneo entra per la prima volta nella top 100 di doppio, al 72º posto. Ad aprile raggiunge la semifinale assieme a Olivetti a Marrakech e a maggio sale al 64º. Da marzo comincia un periodo negativo in singolare, in cui vince solo 3 dei 20 incontri disputati ed esce dalla top 100 dopo l'eliminazione al primo turno a Wimbledon. Si sblocca a settembre vincendo il Challenger 100 di Rennes e il mese dopo perde la finale in doppio al Challenger di Mouilleron-le-Captif assieme a Otto Virtanen.

### 2024-2025, crollo nel ranking
Nel 2024 gioca un solo torneo di doppio, nella prima parte della stagione tenta con scarso successo di giocare in singolare nel circuito maggiore e viene quasi sempre eliminato nelle qualificazioni. Vince un solo incontro ATP e raggiunge due semifinali Challenger, grazie alle quali si mantiene nella top 200. Vince un altro match ATP a luglio a Newport e alcuni altri incontri nelle qualificazioni ATP e nei Challenger. Dopo la vittoria al primo turno in un Challenger cinese a settembre, perde gli ultimi sei incontri disputati nel 2024 e chiude la stagione al 244º posto mondiale. Inattivo da fine ottobre, rientra nel circuito a marzo 2025 vincendo un incontro di qualificazione in un Challenger, inizia poi un'altra serie di sconfitte consecutive e a maggio esce dalla top 400.

## Caratteristiche tecniche
È un classico giocatore serve & volley, che segue a rete sia la prima che la seconda di servizio, sfruttando la sua altezza per coprire la rete. Gioca in modo molto offensivo anche in risposta, con continui chip-and-charge (chop in risposta seguiti subito a rete). In conseguenza del suo stile di gioco offensivo la sua superficie preferita è l'erba.

## Statistiche

### Singolare

#### Vittorie (1)
| Legenda              |
| Grande Slam (0)      |
| ATP Finals (0)       |
| ATP Masters 1000 (0) |
| ATP Tour 500 (0)     |
| ATP Tour 250 (1)     |

| N. | Data           | Torneo                     | Superficie | Avversario in finale | Punteggio        |
| 1. | 17 luglio 2022 | Hall of Fame Open, Newport | Erba       | Aleksandr Bublik     | 2–6, 6–3, 7–6(3) |

#### Finali perse (3)
| Legenda              |
| Grande Slam (0)      |
| ATP Finals (0)       |
| ATP Masters 1000 (0) |
| ATP Tour 500 (0)     |
| ATP Tour 250 (3)     |

| N. | Data             | Torneo                               | Superficie  | Avversario in finale | Punteggio           |
| 1. | 9 gennaio 2022   | Melbourne Summer Set, Melbourne      | Cemento     | Rafael Nadal         | 6(6)–7, 3–6         |
| 2. | 25 giugno 2022   | Eastbourne International, Eastbourne | Erba        | Taylor Fritz         | 2–6, 7–6(4), 6(4)–7 |
| 3. | 12 febbraio 2023 | Open Sud de France, Montpellier      | Cemento (i) | Jannik Sinner        | 6(3)–7, 3–6         |

### Doppio

#### Vittorie (1)
| Legenda doppio       |
| Grande Slam (0)      |
| ATP Finals (0)       |
| ATP Masters 1000 (0) |
| ATP Tour 500 (1)     |
| ATP Tour 250 (0)     |

| N. | Data         | Torneo                            | Superficie | Compagno       | Avversari in Finale              | Punteggio   |
| 1. | 4 marzo 2023 | Dubai Tennis Championships, Dubai | Cemento    | Fabrice Martin | Lloyd Glasspool Harri Heliövaara | 7–6(5), 6–2 |

#### Finali perse (1)
| Legenda doppio       |
| Grande Slam (0)      |
| ATP Finals (0)       |
| ATP Masters 1000 (0) |
| ATP Tour 500 (0)     |
| ATP Tour 250 (1)     |

| N. | Data             | Torneo                          | Superficie  | Compagno        | Avversari in Finale          | Punteggio           |
| 1. | 12 febbraio 2023 | Open Sud de France, Montpellier | Cemento (i) | Albano Olivetti | Matwé Middelkoop Robin Haase | 6–4, 6(4)–7, [8–10] |

### Tornei minori

#### Singolare

##### Vittorie (6)
| Legenda        |
| -------------- |
| Challenger (4) |
| Futures (2)    |

| N. | Data              | Torneo                                     | Superficie  | Avversario in finale | Punteggio           |
| 1. | 3 febbraio 2019   | Cleveland Open, Cleveland                  | Cemento (i) | Mikael Torpegaard    | 6(4)–7, 7–6(6), 6–3 |
| 2. | 23 febbraio 2020  | Challenger de Drummondville, Drummondville | Cemento (i) | Arthur Rinderknech   | 6(4)–7, 6–4, 6–4    |
| 3. | 4 dicembre 2021   | Città di Forlì, Forlì                      | Cemento (i) | Matthias Bachinger   | 6–4, 6–2            |
| 4. | 17 settembre 2023 | Open de Rennes, Rennes                     | Cemento (i) | Benjamin Bonzi       | 6–3, 2–0 rit.       |

##### Finali perse (6)
| Legenda        |
| -------------- |
| Challenger (4) |
| Futures (2)    |

| N. | Data             | Torneo                                              | Superficie    | Avversario in finale | Punteggio        |
| 1. | 20 ottobre 2019  | Ismaning Challenger, Ismaning                       | Sintetico (i) | Lukáš Lacko          | 3–6, 0–6         |
| 2. | 1 marzo 2020     | Calgary Challenger, Calgary                         | Cemento (i)   | Arthur Rinderknech   | 6–3, 6(5)–7, 4–6 |
| 3. | 7 novembre 2021  | Challenger Eckental, Eckental                       | Sintetico (i) | Daniel Masur         | 4–6, 4–6         |
| 4. | 14 novembre 2021 | Internazionali Tennis Val Gardena Südtirol, Ortisei | Cemento (i)   | Oscar Otte           | 6(5)–7, 4–6      |

#### Doppio

##### Vittorie (13)
| Legenda        |
| -------------- |
| Challenger (2) |
| Futures (11)   |

| N. | Data            | Torneo                        | Superficie  | Compagno         | Avversari in finale               | Punteggio   |
| 1. | 12 gennaio 2019 | Columbus Challenger, Columbus | Cemento (i) | Bernardo Saraiva | Robert Galloway Nathaniel Lammons | 7–5, 7–6(3) |
| 2. | 26 ottobre 2019 | Hamburg Challenger, Amburgo   | Cemento (i) | James Cerretani  | Ken Skupski John-Patrick Smith    | 6–4, 6–4    |

##### Finali perse (2)
| Legenda        |
| -------------- |
| Challenger (2) |
| Futures (0)    |

| N. | Data            | Torneo                                         | Superficie    | Compagno        | Avversari in finale            | Punteggio         |
| 1. | 19 ottobre 2019 | Ismaning Challenger, Ismaning                  | Sintetico (i) | James Cerretani | Quentin Halys Tristan Lamasine | 3–6, 5–7          |
| 2. | 8 ottobre 2023  | Internationaux de Vendée, Mouilleron-le-Captif | Cemento (i)   | Otto Virtanen   | Julian Cash Robert Galloway    | 4–6, 7–5, [10–12] |

### Vittorie contro giocatori top 10
| Stagione | 2022 | 2023 | Totale |
| -------- | ---- | ---- | ------ |
| Vittorie | 1    | 1    | 2      |

| Nº   | Giocatore             | Rank | Torneo                          | Superficie  | Turno | Punteggio                   |
| 2022 | 2022                  | 2022 | 2022                            | 2022        | 2022  | 2022                        |
| ---- | --------------------- | ---- | ------------------------------- | ----------- | ----- | --------------------------- |
| 1.   | Félix Auger-Aliassime | 9    | Wimbledon, Londra               | Erba        | 1T    | 6(5)–7, 6–4, 7–6(9), 7–6(5) |
| 2023 |                       |      |                                 |             |       |                             |
| 2.   | Holger Rune           | 9    | Open Sud de France, Montpellier | Cemento (i) | SF    | 7–5, 6(3)–7, 7–6(4)         |